# 衝突径数

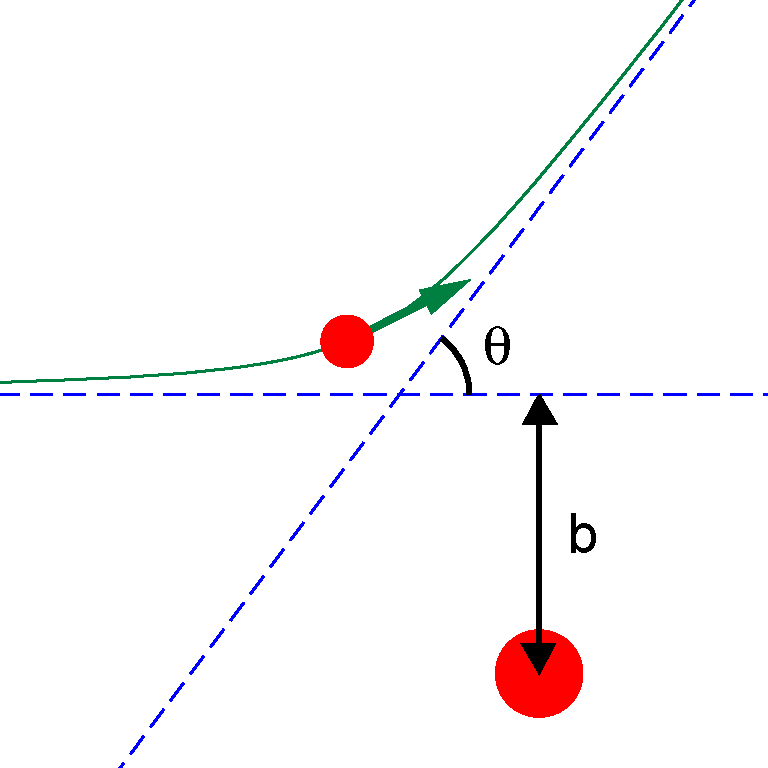
2つの粒子間に反発力が働いている場合の模式図。力の向きは粒子間軸に平行で、無限遠では0になる。実線は入射粒子の軌道で、点線は相互作用のない無限遠での軌道を延長したものである。bが衝突径数、θは散乱角である。この図では簡単のため、標的粒子の質量が入射粒子の質量に比べて十分大きく、静止しているとした。この場合、実験室系と重心系での表示は一致している。

衝突径数（しょうとつけいすう、impact parameter）とは、ある粒子が標的の粒子に向かって進むときに、粒子間に力が働かないとした場合の最近接距離のことである。しばしば「衝突係数」と誤記される。慣習的に記号"b"が使われる。原子物理学などで散乱問題を扱うときの基本的な量である。
2つの粒子間の相互作用が中心力の場合、系の角運動量は、無限遠での粒子間の相対速度、換算質量、衝突径数の積で与えられ、角運動量保存則によってその値は不変となる。
粒子間相互作用の生じる距離が、入射粒子のド・ブロイ波長より十分長い場合（すなわち、相互作用距離が長い、もしくは運動量が大きい場合）、粒子の運動を古典力学的に扱うことができる。例えばある衝突径数bで、2つの原子もしくはイオンが特定の反応を起こす確率をP(b)と定義すると、反応断面積σは次のように書ける。
{\displaystyle \sigma =2\pi \int _{0}^{\infty }bP(b)db}
古典力学的な軌道を用いたこの方法を衝突径数法という。この近似が使えない時、粒子の運動は量子力学的に扱う必要がある。その場合、波動関数をそれぞれの角運動量に対する部分波に展開して問題を解くことになる。